# Anogmus pilosipennis
Anogmus pilosipennis är en stekelart som beskrevs av Askew 2001. Anogmus pilosipennis ingår i släktet Anogmus och familjen puppglanssteklar.
Artens utbredningsområde är Spanien. Inga underarter finns listade i Catalogue of Life.